# HistoryMiami
HistoryMiami, conocido antiguamente como el Museo de Historia del Sur de la Florida (en inglés: Historical Museum of Southern Florida), es un museo situado en Downtown Miami (Florida, Estados Unidos).
HistoryMiami es el museo de historia más grande del estado de la Florida. Alberga cuatro galerías permanentes y hasta tres exposiciones itinerantes, así como archivos, un centro de investigación, el Centro del Folclore del Sur de la Florida y un centro educativo. Fundado como Museo de Historia del Sur de la Florida en 1940, HistoryMiami es la segunda institución cultural más antigua del sur de la Florida y está afiliado al Instituto Smithsoniano. Desde 1979 está acreditado por la Alianza Estadounidense de Museos.
Después de trasladarse dos veces de sede, desde 1984 el museo ha estado situado en el Centro Cultural de Miami-Dade, ubicado en el 101 de West Flagler Street, donde también se encuentra la Biblioteca Pública Principal de Miami-Dade y se encontraba el Museo de Arte de Miami (actual Pérez Art Museum Miami). Está servido por la estación Government Center del Metro de Miami. El museo y la sociedad que lo gestiona cambiaron su nombre por HistoryMiami en 2010. En 2014, el museo duplicó con creces su superficie cuando se expandió por el espacio ocupado antiguamente por el Museo de Arte de Miami.
HistoryMiami también tiene una biblioteca no circulante, organiza visitas guiadas por la ciudad y ha educado a más de medio millón de estudiantes en la historia de la zona. Los programas de HistoryMiami incluyen exposiciones, visitas guiadas, formación, investigación, colecciones y publicaciones sobre la importancia del pasado para dar forma al futuro de Miami.

## Descripción

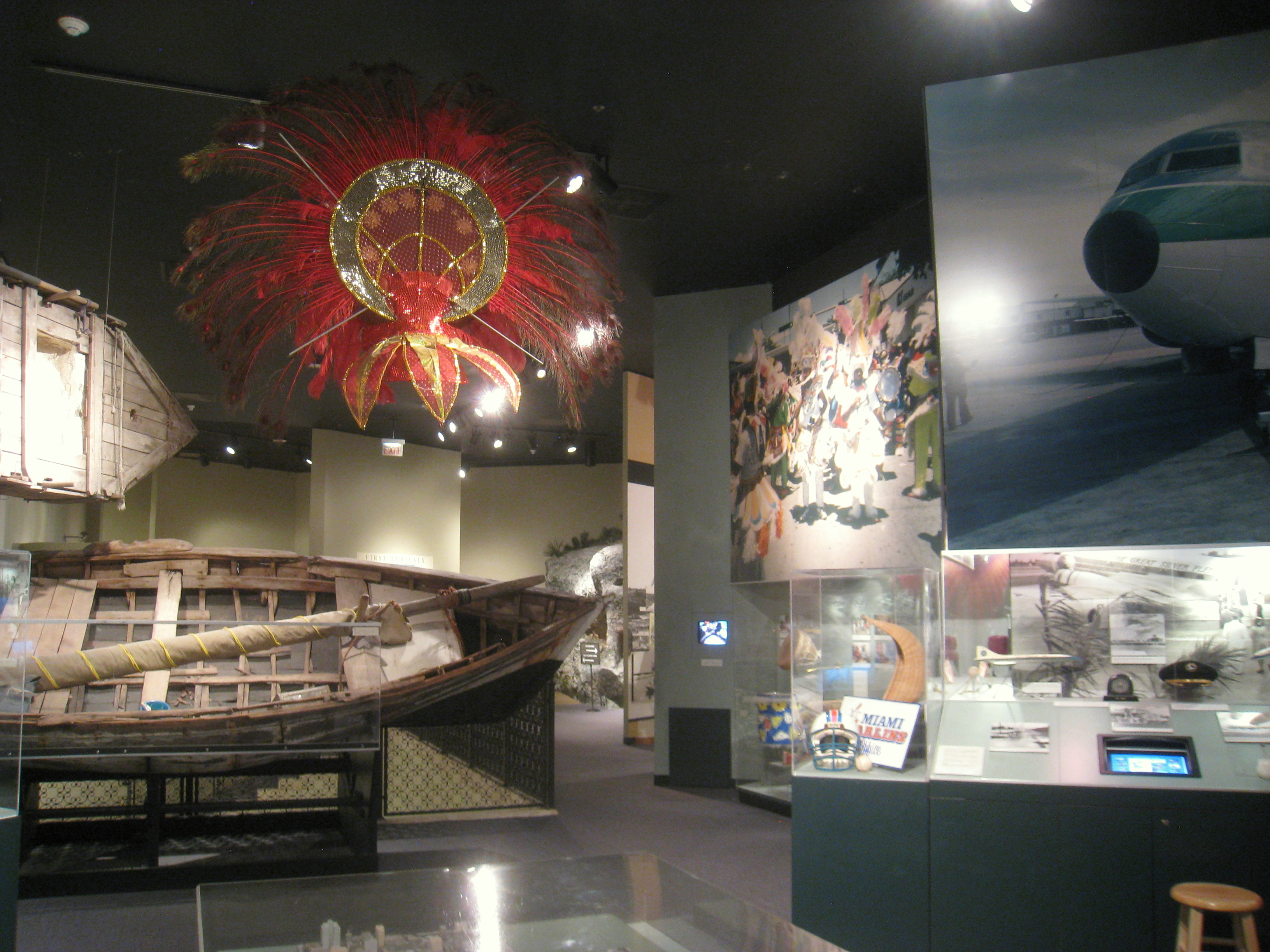
Una sala del museo.

Situado en el Centro Cultural de Miami-Dade en Downtown Miami, HistoryMiami tiene 7000 m² y alberga más de un millón de imágenes históricas y treinta mil objetos tridimensionales, incluido un tranvía de la década de 1920, piezas de oro y plata recuperadas de naufragios de los siglos xvii y xviii, objetos de Pan Am y balsas que llevaron refugiados a Miami. HistoryMiami también incluye los archivos y el centro de investigación, que contienen imágenes y documentos históricos útiles para académicos, estudiantes a distancia y profesionales de la industria. La planta baja alberga aulas utilizadas para cursos y programas educativos, oficinas administrativas y parte de la colección de objetos del museo. HistoryMiami es el almacén oficial de todo el material arqueológico hallado en el condado de Miami-Dade.
Una de las exposiciones permanentes del museo, Tropical Dreams: A People’s History of South Florida («Sueños tropicales: una historia de la gente del sur de la Florida»), cubre doce mil años de historia y analiza el desarrollo de la región y sus pobladores durante eventos históricos decisivos, como el asentamiento de los pueblos nativos, la época de la Florida española y el desarrollo desde la Segunda Guerra Mundial hasta la actualidad.
Desde el 5 de junio de 2015 hasta el 17 de enero de 2016, contó con una exposición temporal, Operation Pedro Pan: The Cuban Children’s Exodus («Operación Peter Pan: el éxodo de los niños cubanos»), que explora la mayor oleada de niños refugiados del hemisferio occidental mediante imágenes históricas, relatos orales y objetos personales, como cartas y fotografías.
Desde 1941, HistoryMiami ha publicado Tequesta, una revista académica anual que aborda temas relacionados con la historia del sur de la Florida, desde la época precolombina hasta finales del siglo xx. La revista contiene tanto artículos académicos como relatos personales.